# Kristin Niemann
Kristin Niemann (geb. Päckert, * 27. Oktober 1986 in Lutherstadt Eisleben) ist eine deutsche Dramaturgin und Marketingmanagerin.

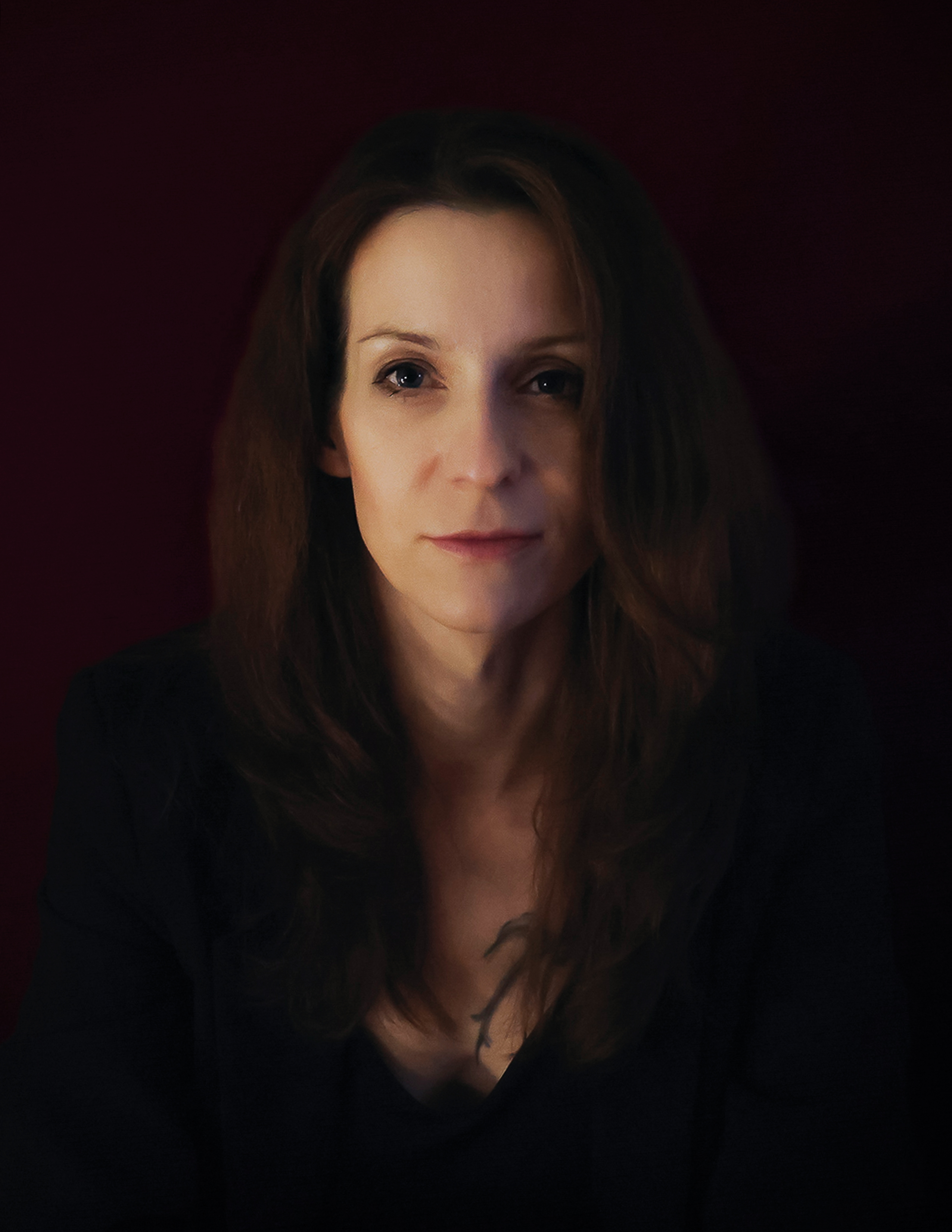
Kristin Niemann

## Biografie
Kristin Niemann studierte an der Universität Bayreuth und der Friedrich-Alexander-Universität Erlangen-Nürnberg Theater- und Medienwissenschaften, Germanistik, Soziologie und Pädagogik und schloss das Studium mit dem Magisterexamen ab.
Als Regieassistentin war sie in zahlreichen Schauspiel- und Musiktheaterproduktionen sowohl in der freien Szene als auch an institutionellen und Privattheatern tätig. Als Produktionsdramaturgin arbeitete sie für das Festival junger Künstler Bayreuth, die Hochschule für Musik und Darstellende Kunst Frankfurt/Main und die Hochschule für Musik und Darstellende Kunst Mannheim. So betreute sie 2010 in der 60. Jubiläumsspielzeit des Festivals junger Künstler Bayreuth die „letzte Uraufführung“ Richard Wagners. „Eine Kapitulation – Lustspiel in antiker Manier“ ist ein zeitgenössisches Musiktheaterwerk basierend auf einem Originallibretto Wagners.
2011 wechselte Kristin Niemann in die Medienbranche und arbeitete in der Kulturredaktion des ZDF-Hauptstadtstudios Berlin in der Set-Aufnahmeleitung des ARD-Vorabend-Krimis „Heiter bis tödlich: Hauptstadtrevier“ sowie für die TV-Produktionsfirma media akzent GmbH Berlin.
Zur Spielzeit 2013/2014 erhielt sie eine Anstellung als Schauspieldramaturgin im Team um Generalintendant Daniel Karasek des Theaters Kiel. Hier betreute sie ein umfangreiches Repertoire und arbeitete mit Regisseuren wie Jan Steinbach, Volker Schmalöer, Siegfried Bühr, Johannes von Matuschka und Tobias Rausch sowie Schauspielern wie Imanuel Humm, Zacharias Preen und Maxine Kazis zusammen. Auch war sie am performativen Recherche-Projekt „Radar.Institut“ beteiligt, das als Pilotprojekt von der Bundeskulturstiftung gefördert wurde.
In gleicher Position wurde Kristin Niemann zur Spielzeit 2015/2016 Teil des Leitungsteams des Theaters Heilbronn unter Intendant Axel Vornam. Hier setzte sie sich intensiv mit dem Schaffen Heiner Müllers und Bertolt Brechts auseinander und arbeitete mit Regisseuren wie Axel Vornam, Herbert Olschok, Uta Koschel, Alejandro Quintana, Ingmar Otto, Patricia Benecke und Adewale Teodros Adebisi und Schauspielern wie Stella Goritzki, Giulia Weis, Stefan Eichberg, Sabine Unger und Frank Lienert-Mondanelli. Mit der von ihr betreuten Produktion „Kinder der Sonne“ von Maxim Gorki in der Regie Axel Vornams wurde das Theater Heilbronn zu den Baden-Württembergischen Theatertagen eingeladen.
2017 erhielt sie die Gelegenheit, als Dozentin bei der Studienstiftung des Deutschen Volkes ein Seminar zum Thema „Dramaturgie, Stoffentwicklung, Konzeption als gesellschaftspolitische Vision“ zu halten.
Seit der Spielzeit 2018/2019 leitet Kristin Niemann die Abteilung Marketing und Öffentlichkeitsarbeit am Stadttheater Bremerhaven und verantwortet in dieser Position auch als Pressesprecherin die Kommunikation des Mehrspartenhauses sowie des Philharmonischen Orchesters. 2020 erarbeitete sie den Relaunch der Website sowie 2021 die Entwicklung der neuen corporate identity nach dem Intendantenwechsel mit.
Kristin Niemann engagiert sich ehrenamtlich im Bereich der Kulturpolitik und wurde im Mai 2021 in den Vorstand des Landesmusikrates Bremen gewählt Als Pressereferentin verantwortet sie die Öffentlichkeitsarbeit des Dachverbandes mit und setzt einen Schwerpunkt bei der Entwicklung der digitalen Kommunikation. 2022 wurde sie als Vertreterin des Landesmusikrates in den Rundfunkrat von Radio Bremen entsandt.
Sie ist verheiratet mit dem deutschen Dirigenten Marc Niemann.